# Masteria macgregori
Espèce
Synonymes
- Antrochares macgregori Rainbow, 1898

Masteria macgregori est une espèce d'araignées mygalomorphes de la famille des Dipluridae.

## Distribution
Cette espèce est endémique de Nouvelle-Guinée.

## Publication originale
- Rainbow, 1898 : Contribution to a knowledge of the arachnidan fauna of British New Guinea. Proceedings of the Linnean Society of New South Wales, vol. 23, p. 328-356 (texte intégral).